# 春台乡
春台乡，是中华人民共和国甘肃省临夏回族自治州东乡族自治县下辖的一个乡镇级行政单位。

## 行政区划
春台乡下辖以下地区：
大庄村、阳洼村、和岘村、龙甫村、陈家村、北庄村、大房村、周家村和石家沟村。